# Eulogio Palma y Palma
Eulogio Palma y Palma (1851 - 1924) fue un escritor, filósofo y político mexicano, oriundo de Motul, Yucatán. Su mayor contribución literaria fue su obra llamada Los Mayas, misma que es una aportación al conocimiento de la cultura maya.

## Datos biográficos
Eulogio Palma y Palma nació en Motul (actualmente Motul de Carrillo Puerto) el 4 de marzo de 1851, siendo al parecer, el quinto de los 10 hijos del matrimonio formado por Manuel Antonio Palma Medina y Ramona Palma Escalante.
En el año de 1862 contando Eulogio con 11 años de edad la familia Palma y Palma se trasladó a la ciudad capital de Yucatán, Mérida, tras el asesinato de su hermano mayor, como consecuencia de diversos actos subversivos que acontecían en esos tiempos en esa región. Su padre toma tal decisión para evitar otra tragedia a su familia.
En Mérida terminó sus estudios de primaria e inicia sus estudios superiores, sin embargo, debido a una mala racha económica de su padre, éste decide regresar a Motul y Eulogio tiene que frenar sus estudios y apoyar a la familia a salir adelante.
Recurrió al doctor Domingo Escalante, párroco de la ciudad de Motul y pariente suyo, quien había sido catedrático del seminario conciliar de San Ildefonso quien aprovechando la buena disposición y férrea voluntad de su nuevo alumno tomó a su cargo al joven Palma para darle preparación superior. 
El 28 de febrero de 1878, a la edad de 27 años, contrajo nupcias con Ramona Moreno Arceo, con quien procrearía tres hijos: Eulogio, Sara y Atala.
En el año 1883, en colaboración con Felipe Rosas, fundó el periódico la "Gaceta de la Costa", editado en la ciudad de Motul. También colaboró en la revista el "Correo del Golfo" que se publicaba en la Ciudad de México. En esta época empieza a utilizar el seudónimo de "Nemo" para firmar sus trabajos. Asimismo contribuyó con las publicaciones  la "Revista de Mérida" y en el "Eco del Comercio".
Desempeñó diferentes cargos. Fue presidente municipal de su natal ciudad de Motul; diputado en dos ocasiones durante el mandato del general Guillermo Palomino y otras dos más en la administración de Olegario Molina, entonces gobernador del estado de Yucatán. También fue jefe del partido político de Temax. Construyó la casa escuela de Suma; Posteriormente ocupó la jefatura política de Motul. Inició la construcción del palacio municipal de su natal Motul con sus propios recursos pero no pudo terminarlo.
Con su economía desgastada murió el 30 de septiembre de 1924.

## Obra
Fundó una imprenta llamada "Justo Sierra" donde editó su libro Los Mayas en el año de 1901, libro que concursó en una exposición bibliográfica en 1908 celebrada en San Luis (Misuri), obteniendo premio al mérito por su contenido.
Destacó también en el género de las novelas, con sus publicaciones de "La Paloma Torcaz" (leyendas Mayas), La Sultana de los Bosques, Las Violetas, La Leyenda de Uci, Marina y La hija de Tutul Xiú. 
También publicó La Diosa de Ixchebeliax, Aventuras de un Derrotado, Veladas de Primavera y Escenas y Cuadros Yucatecos¡¡. De esta obra, Palma y Palma hizo una segunda edición, que firmó bajo el seudónimo de "Nemo"  y la tituló Elisa Rosales. Después escribió Aurora.
Eulogio Palma es reconocido como una de figuras de la literatura yucateca junto con José Peón Contreras, Eligio Ancona, Juan Francisco Molina Solís, Crescencio Carrillo y Ancona, entre otros.

## Reconocimientos
Una escuela secundaria de su natal Motul, así como la biblioteca de esta ciudad llevan su nombre.
Solía existir una placa en su reconocimiento en el palacio municipal de Motul, ya que el contribuyó con recursos propios a la construcción de tal edificio, sin embargo por razones desconocidas, actualmente, ya no existe ningún vestigio en reconocimiento a ese hecho.